# Kurt Kuschela
Kurt Kuschela, född 30 september 1988 i Berlin i Tyskland, är en tysk idrottare inom kanotsprint. Tillsammans med sin partner Peter Kretschmer vann han guld i OS 2012 i C-2 1000 meter. Kuschela är utbildad brandman och bor i Potsdam. Han startade därför klubben Kanu-Club Potsdam. Utöver OS-guld har han ett VM-brons och ett EM-silver.